# Tursko (jezioro)
Tursko (Jezioro Turskie) – jezioro przepływowe na Pojezierzu Bytowskim, na obrzeżach wsi Tursko w województwie pomorskim, w powiecie bytowskim, w gminie Miastko. Wschodnia i północna linia brzegowa jeziora charakteryzuje się gęstym stopniem zalesienia. Ogólna powierzchnia akwenu jeziora wynosi 6,71 ha.